# Willi Melliger
Wilhelm Melliger, detto Willi (Buttwil, 26 luglio 1953 – 16 gennaio 2018), è stato un cavaliere svizzero.

## Palmarès

### Olimpiadi
- 2 medaglie:
  - 2 argenti (Atlanta 1996 nel salto individuale; Sydney 2000 nel salto a squadre)